# Deraeocoris flavilinea
Deraeocoris flavilinea is een wants uit de familie van de blindwantsen (Miridae). De soort werd het eerst wetenschappelijk beschreven door Achille Costa in 1862

## Uiterlijk
De enigszins brede, ovale, glanzende wants kan 6,5 tot 7 mm groot worden en is altijd langvleugelig (macropteer). De vrouwtjes zijn voornamelijk oranje-bruin van kleur en de mannetjes zijn donkerder bruin of zwart. Het schildje (scutellum) heeft een lichte rand. De ondoorzichtige achterpunt van de voorvleugels (cuneus) is ook lichter dan de rest van de vleugels en kan variëren van rood, oranje tot grijs-wit. Zoals andere halsbandwantsen zit tussen het halsschild en kop een duidelijke ring. De mannetjes hebben zwarte antennes, bij de vrouwtjes zijn die gedeeltelijk bruin. De kop en pootjes hebben veelal dezelfde kleur als de rest van de wants, de schenen hebben witte ringen. De nimfen hebben een duidelijk wit en rood achterlijf. De soort kan verward worden met andere soorten uit het genus Deraeocoris.

## Leefwijze
De soort overwintert als eitje, kent één generatie per jaar en de volwassen dieren kunnen van mei tot in september waargenomen worden op struiken en bomen als esdoorn, es en hazelaar, langs bosranden en in parken en tuinen. De wantsen eten voornamelijk bladluizen (Aphidoidea) en poppen van lieveheersbeestjes.

## Leefgebied
De soort kwam oorspronkelijk alleen in Italië en op Corsica voor maar is in Nederland en België inmiddels zeer algemeen en komt inmiddels ook vaker voor in de rest van het Palearctisch gebied.